# Necrothalassia argilosella
Necrothalassia argilosella är en fjärilsart som beskrevs av Hans Georg Amsel 1935. Necrothalassia argilosella ingår som enda art i släktet Necrothalassia och familjen fältmalar, Scythrididae. Inga underarter finns listade i Catalogue of Life.